# William Dutton
William Christian Dutton (* 28. November 1989 in Regina) ist ein kanadischer Eisschnellläufer.

## Werdegang
Dutton hatte seinen ersten internationalen Erfolg im Februar 2010 bei den Nordamerika-Meisterschaften in Salt Lake City. Dort gewann er über 500 m, über 1000 m und im Sprint-Mehrkampf jeweils die Silbermedaille. Im Eisschnelllauf-Weltcup debütierte er zu Beginn der Saison 2010/11 in Heerenveen und belegte dort den 19. Platz über 1000 m und die Plätze 18 und 16 über 500 m. Bei den Nordamerika-Meisterschaften 2011 in Milwaukee holte er Bronze über 1000 m und Gold über 500 m. Im folgenden Jahr gewann er bei den Nordamerika-Meisterschaften in Calgary Bronze über 1000 m und Silber über 500 m. In der Saison 2013/14 wurde er bei der Sprintweltmeisterschaft in Nagano Siebter und belegte bei den Olympischen Winterspielen 2014 in Sotschi den 26. Platz über 1000 m und den 14. Rang im 2 × 500-m-Lauf. Zu Beginn der Saison 2015/16 errang er beim Weltcup in Calgary die Plätze drei und zwei über 500 m. Dies waren auch seine ersten Top-Zehn-Platzierungen im A-Weltcup. Beim folgenden Weltcup in Salt Lake City errang er ebenfalls die Plätze drei und zwei über 500 m und holte im Teamsprint seinen ersten Weltcupsieg. Im weiteren Saisonverlauf erreichte er über 500 m vier Top-Zehn-Resultate und belegte zum Saisonende den achten Platz im Gesamtweltcup über 500 m. Bei den Einzelstreckenweltmeisterschaften 2016 in Kolomna kam er auf den achten Platz im 2 × 500-m-Lauf.

## Persönliche Bestzeiten
- 500 m      34,25 s (aufgestellt am 15. November 2015 in Calgary)
- 1000 m    1:08,39 min (aufgestellt am 18. Oktober 2013 in Calgary)
- 1500 m    1:47,12 min (aufgestellt am 1. Januar 2010 in Calgary)
- 3000 m    3:56,72 min (aufgestellt am 9. Januar 2009 in Calgary)
- 5000 m    7:01,31 min (aufgestellt am 22. November 2008 in Calgary)